# Ruby – Havsmonstret
Ruby – Havsmonstret (engelska: Ruby Gillman, Teenage Kraken) är en amerikansk datoranimerad film från 2023. Filmen är regisserad av Kirk DeMicco (med Faryn Pearl som medregissör). DeMicco har även skrivit filmens manus tillsammans med Pam Brady, från en synopsis skriven av henne, Brian C. Brown och Elliott DiGuiseppi. Filmens huvudfigur (Ruby Gillman) spelas av Lana Condor.
Filmen är hade biopremiär i Sverige den 28 juni 2023, utgiven av United International Pictures. Den amerikanska biopremiären ägde rum två dagar senare.

## Handling
Filmen handlar om Ruby Gillman, en 16-årig kraken som gör allt hon bara kan för att få passa in i skolan, samt att få hänga med de coola ungdomarna nere på stranden med mera. Problemet är bara att hennes mamma är väldigt överbeskyddande mot sin dotter, och förbjuder henne från att ens komma i kontakt med vattnet. När Ruby sedan bryter mot sin mammas regler och går ner till stranden, upptäcker hon att hon på långt håll är släkt (ättling) med krakens alla krigardrottningar av de sju haven. Hon får även reda på att dessa krigardrottningar har svurit att beskydda havsvärlden från de ytliga, maktgalna sjöjungfruerna, något som skolans mest populära tjej Chelsea (som just råkar vara en sjöjungfru) redan verkar ha koll på.

## Rollista (i urval)
| Figur               | Originalröst         | Svensk röst              |
| ------------------- | -------------------- | ------------------------ |
| Ruby Gillman        | Lana Condor          | Filippa Steen            |
| Agatha Gillman      | Toni Collette        | Anna Sahlene             |
| Chelsea Van Der Zee | Annie Murphy         | Carla Abrahamsen         |
| Krill (Brill)       | Sam Richardson       | Andreas Rothlin Svensson |
| Arthur Gillman      | Colman Domingo       | Jörn Savér               |
| Gordon Lighthouse   | Will Forte           | Anders Öjebo             |
| Connor              | Jaboukie Young-White | Ludvig Törner            |
| Margot              | Liza Koshy           | Josefine Götestam        |
| Sam Gillman         | Blue Chapman         | Orlando Wahlsteen        |
| Gammelmor           | Jane Fonda           | Suzanne Reuter           |

- Övriga svenska röster – Lea Heed, Melker Duberg, Alexander Kantsjö, Charlotte Ardai Jennefors, Nadja Halid, Oliver Lohk, Doreen Månsson, Linda Åslund, Shebly Niavarani, Sofie Hamilton, Jonas Bane, Anton Forsdik, Kristian Ståhlgren, Isabelle Zikai, Jonas Jakobsen Liljehammar, Laura Jonstoij Berg och Vincent Macéus mfl